# Golden Raspberry Awards 1982
De Golden Raspberry Awards 1982 was het derde evenement rondom de uitreiking van de Golden Raspberry Awards. De uitreiking werd gehouden op 11 april 1983 op een Oscar night-feest voor de slechtste prestaties binnen de filmindustrie van 1982.

## Genomineerden en winnaars
| "Winnaar"* |

| Categorie | Nominaties  |
| --- | ----------- |
| Slechtste film |             |
| Inchon (MGM), geproduceerd door Mitsuharu Ishi                                                                       |             |
| Annie (Columbia/Rastar), geproduceerd door Ray Stark                                                                 |             |
| Butterfly (Analysis Releasing), geproduceerd door Matt Cimber                                                        |             |
| Megaforce (20th Century Fox), geproduceerd door Albert S. Ruddy                                                      |             |
| The Pirate Movie (20th Century Fox), geproduceerd door David Joseph                                                  |             |
| Slechtste acteur |             |
| Laurence Olivier in Inchon                                                                                           |             |
| Arnold Schwarzenegger in Conan the Barbarian                                                                         |             |
| Christopher Atkins in The Pirate Movie                                                                               |             |
| Luciano Pavarotti in Yes, Giorgio                                                                                    |             |
| Willie Aames in Paradise en Zapped!                                                                                  |             |
| Slechtste actrice |             |
| Pia Zadora in Butterfly                                                                                              |             |
| Kristy McNichol in The Pirate Movie                                                                                  |             |
| Mary Tyler Moore in Six Weeks                                                                                        |             |
| Mia Farrow in A Midsummer Night's Sex Comedy                                                                         |             |
| Morgan Fairchild in The Seduction                                                                                    |             |
| Slechtste mannelijke bijrol                                                                                          |             |
| Ed McMahon in Butterfly                                                                                              |             |
| Ben Gazzara in Inchon                                                                                                |             |
| Michael Beck in Megaforce                                                                                            |             |
| Orson Welles in Butterfly                                                                                            |             |
| Ted Hamilton in The Pirate Movie                                                                                     |             |
| Slechtste vrouwelijke bijrol                                                                                         |             |
| Aileen Quinn in Annie                                                                                                |             |
| Colleen Camp in The Seduction                                                                                        |             |
| Dyan Cannon in Deathtrap                                                                                             |             |
| Lois Nettleton in Butterfly                                                                                          |             |
| Rutanya Alda in Amityville II: The Possession                                                                        |             |
| Slechtste regisseur                                                                                                  |             |
| Ken Annakin voor The Pirate Movie                                                                                    |             |
| Terence Young voor Inchon                                                                                            |             |
| Hal Needham voor Megaforce                                                                                           |             |
| John Huston voor Annie                                                                                               |             |
| Matt Cimber voor Butterfly                                                                                           |             |
| Slechtste script |             |
| Inchon, geschreven door Robin Moore en Laird Koenig                                                                  |             |
| Annie, geschreven door Carol Sobieski, gebaseerd op een toneelstuk van Thomas Meehan                                 |             |
| Butterfly, geschreven door John Goff en Matt Cimber, bewerking van de roman van James M. Cain                        |             |
| The Pirate Movie, geschreven door Trevor Farrant, gebaseerd op Gilbert en Sullivans operette The Pirates of Penzance |             |
| Yes, Giorgio, geschreven door Norman Steinberg.                                                                      |             |
| Slechtste nieuwe ster                                                                                                |             |
| Pia Zadora in Butterfly                                                                                              |             |
| Aileen Quinn in Annie                                                                                                |             |
| Luciano Pavarotti in Yes, Giorgio                                                                                    |             |
| Morgan Fairchild in The Seduction                                                                                    |             |
| Mr. T in Rocky III                                                                                                   |             |
| Slechtste originele lied                                                                                             |             |
| "Pumpin' and Blowin'" uit The Pirate Movie, muziek en tekst door Terry Britten, B. A. Robertson and Sue Schifrin     |             |
| "Comin' Home to You" uit Author! Author!, muziek door Dave Grusin, tekst door Marilyn and Alan Bergman               |             |
| "Happy Endings" uit The Pirate Movie, muziek en tekst door Terry Britten, B. A. Robertson en Sue Schifrin            |             |
| "It's Wrong for Me to Love You" uit Butterfly, muziek door Ennio Morricone, tekst door Carol Connors                 |             |
| "No Sweeter Cheater Than You" uit Honkytonk Man, muziek en tekst door Gail Redd en Mitchell Torok                    |             |
| Slechtste muziek |             |
| The Pirate Movie, muziek door Kit Hain                                                                               |             |
| Butterfly, muziek door Ennio Morricone                                                                               |             |
| Death Wish II, muziek door Jimmy Page                                                                                |             |
| John Carpenters The Thing, muziek door Ennio Morricone                                                               |             |
| Monsignor, muziek door John Williams                                                                                 |             |
| Worst Career Achievement Award                                                                                       | Irwin Allen |